# Yuanbao (köpinghuvudort i Kina, Heilongjiang Sheng, lat 45,26, long 128,27)
Yuanbao (kinesiska: 元宝, 元宝镇) är en köpinghuvudort i Kina. Den ligger i provinsen Heilongjiang, i den nordöstra delen av landet, omkring 140 kilometer sydost om provinshuvudstaden Harbin. Antalet invånare är 23 107. Befolkningen består av 11 199 kvinnor och 11 908 män. Barn under 15 år utgör 14,0 %, vuxna 15-64 år 79 %, och äldre över 65 år 5,0 %.
Runt Yuanbao är det ganska tätbefolkat, med 65 invånare per kvadratkilometer. Yuanbao är det största samhället i trakten. Trakten runt Yuanbao består till största delen av jordbruksmark.
Genomsnittlig årsnederbörd är 907 millimeter. Den regnigaste månaden är juli, med i genomsnitt 189 mm nederbörd, och den torraste är januari, med 9 mm nederbörd.